# Gråbacketjärnet
Gråbacketjärnet är en sjö i Munkedals kommun i Bohuslän och ingår i Enningdalsälvens huvudavrinningsområde. Gråbacketjärnet ligger i Kynnefjäll Natura 2000-område. Sjön är 11,1 meter djup, har en yta på 0,01 kvadratkilometer och är belägen 159 meter över havet.